# 한국의 명절
한국의 명절은 같은 한자 문화권에 속하는 중국·베트남·일본의 명절과 겹치는 날이 많다.

## 개요
한자 문화권의 다른 명절처럼 중양(重陽)에 드는 때가 많다. 양(陽)이란 수(數)에서 홀수를 가리키며, 중(重)은 수가 겹칩을 뜻한다. 이에 따라 중양(重陽)은 1월 1일 및 3월 3일, 5월 5일, 7월 7일, 9월 9일을 가리키며, 특히 음력 9월 9일을 중양절이라 한다. 또한 보름달이 뜨는 날을 명절도 삼은 때도 역시 많아서 1월, 6월, 7월, 8월, 10월의 보름이 명절이다.
이와 같은 명절은 대개 보름마다 한 번씩 있는 절기(節氣)와는 구분되는 것으로 계절에 따라 뜻깊은 날을 정한 것이다. 그러나 오늘날에는 음력 1월의 설과 대보름, 음력 8월의 추석 외에는 대부분 명절의 의미를 잃어가고 있다. 이것은 농경사회에서 산업사회로 옮겨옴에 따라 생겨난 변화라고 할 수 있다.

## 목록
아래는 한국의 명절 목록이다. 음력으로 기념되는 전통 명절과 양력이 도입되고 기념되는 명절 전부를 기재한다.
- 새해 첫날 : 양력 1월 1일, 양력설
- 설날 : 음력 1월 1일
- 정월 대보름 : 음력 1월 15일. 상원(上元)
- 영등날 : 음력 2월 1일
- 삼짇날 : 음력 3월 3일
- 초파일 : 음력 4월 8일
- 단오 : 음력 5월 5일
- 유두 : 음력 6월 15일
- 칠석 : 음력 7월 7일
- 백중 : 음력 7월 15일. 중원(中元)
- 추석 : 음력 8월 15일, 한국 최대의 명절
- 중양절 : 음력 9월 9일
- 시월보름 : 음력 10월 15일. 하원(下元)
- 동지 : 양력 12월 22일경.[1] 음력 11월에 들며, 24절기 가운데 하나이다.
- 섣달그믐 : 음력 12월 29일 또는 30일. 대한민국에서는 섣달그믐 이튿날이 설날이기 때문에 오늘날에는 주로 설 연휴의 첫째 날이다. “까치 설날”이라고도 부른다.(까치는 설빔을 뜻하는 말이라서 까치 설날은 어저께라고 하는 것이다.)

## 명절과 관련한 세시
세시(歲時)가 명절과 관련을 가지기도 한다.
- 중화절 : 음력 2월 1일. 한해 농사를 시작하는 날. 원래 당나라의 명절이다.
- 머슴날 : 음력 2월 1일 또는 음력 7월 7일. 노비일이라고도 하며, 오늘날 노동절과 비슷하게, 주인이 노비에게 하루 휴식을 주고 잔치를 벌여준다. 2월 1일의 경우 하리아드랫날이라고도 부른다.
- 한식: 보통 4월 5일 또는 4월 6일이며, 동지로부터 105일째 되는 날로, 24절기 가운데 하나이다. 음력 2월의 명절로 오해되기도 한다.[2]
- 망종 : 보통 6월 5일 또는 6월 6일. 24절기 가운데 하나이다.
- 복날 : 음력 6월에서 7월 사이에 있는 세 번의 절기로서 경일(庚日)이다.
- 말날 : 음력 10월 중의 오일(午日).
- 강신일(降神日) : 음력 10월 중 천신이 내려왔다는 날.
- 납일(臘日) : 동지 뒤의 셋째 미일(未日). 납향일(臘享日) 또는 납향날, 납평(臘平), 납(臘)으로도 불린다. 납향은 농사 등의 일을 천지신명에게 고하는 제사이다.

또한 설날과 복날, 납일을 아울러 세시복랍(歲時伏臘)이라고도 부른다.

## 명절 증후군
명절 증후군의 대표적인 신체 증상으로는 소화불량, 구역감, 식욕 저하와 두통·어지러움 등의 신경계 증상 및 불안, 두근거림, 답답함, 불면, 초조, 걱정, 무기력감 등이 있다. 명절 이후에 이혼이 급증하는 현상이 있다.
가족 내의 재산 분배나 경제적 문제가 이슈가 되면 첨예한 갈등이 표출될 수도 있다. ‘결혼 언제하니?’, ‘취직은 했니?’등 친지가 무심코 던진 말도 상처가 된다.
취업난, 실직 등의 경제적 어려움으로 더욱 과민해지고 가족 간 갈등이 증가하고 있어 명절증후군에 대한 세심한 주의가 필요하다. 실제로 명절 연휴가 끝나면 이혼이 많다.

## 같이 보기
- 대한민국의 음악제 목록